# Karl Brückel
Karl Eduard Brückel, in Besetzungslisten manchmal auch Carl Brückel, (* 10. Mai 1881 in Düsseldorf, Nordrhein-Westfalen; † 17. Oktober 1980 in Freilassing, Oberbayern) war ein deutscher Schauspieler, Theaterregisseur, Sänger, Synchron- und Hörspielsprecher.

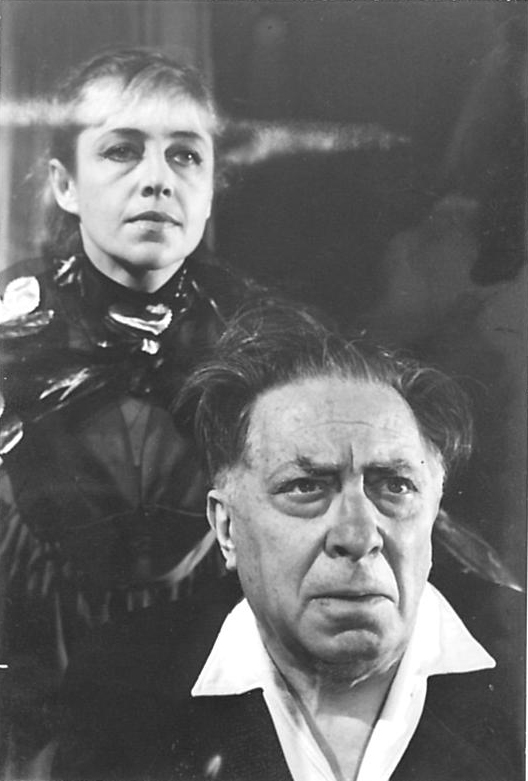
Karl Brückel

## Leben
Karl Brückel wurde 1881 als Sohn des Drahtwarenfabrikanten Karl Brückel und dessen Ehefrau Amalie geb. Herchenbach geboren. Der gebürtige Rheinländer hatte in jungen Jahren verschiedene Engagements an deutschen Theatern, darunter auch in Berlin angetreten. Danach war er bis 1945 für viele Jahre Mitglied im Ensemble des Danziger Staatstheaters. Nach dem Kriegsende war er in Westdeutschland an verschiedenen Bühnen unter Vertrag, darunter bei Gustaf Gründgens am Düsseldorfer Schauspielhaus und in der Spielzeit 1958/59 an der Burghofbühne Dinslaken. Noch bis ins hohe Alter gastierte er an verschiedenen Deutschen Bühnen. Seine Paraderolle war die des Schneider Wibbel in dem gleichnamigen Bühnenwerk von Hans Müller-Schlösser. In Erinnerung an dieses Meisterstück hat der Schriftsteller Günter Grass ihm in seinem Roman Hundejahre ein literarisches Denkmal gesetzt. Anlässlich seines 90. Geburtstags wurde Brückel mit dem Danziger Kulturpreis ausgezeichnet. In der Laudatio erklärte der Münsteraner Rezitator und Schauspieler Peter Otten damals, der Jubilar habe ganz im Sinne des Schiller-Wortes „sein Handwerk nobel betrieben.“
Seit den 1950er-Jahren war er auch für Film und Fernsehen tätig. Dazu zählen auch Theateraufzeichnungen aus dem Kölner Millowitsch-Theater, wie 1954 der Schwank Prinzess Wäscherin: Die rote Jule, in dem Lucy Millowitsch die Titelrolle verkörperte, und Bruder Willy und Elsa Scholten die weiteren Hauptrollen spielten. Noch mit fast 90 Jahren stand er in Jugoslawien für Filmaufnahmen vor der Kamera. Auch als Synchronsprecher war er im Einsatz, vorwiegend in den Münchner Studios. Dort synchronisierte er zum Beispiel Pierre Larquey 1964 in den Film Die Teuflischen.
Viele Jahre lang war er beim NWDR Köln und dessen Rechtsnachfolger dem WDR als Hörspielsprecher beschäftigt. So konnte man ihn in den meisten Paul-Temple-Hörspielen von Francis Durbridge unter Regisseur Eduard Hermann in unterschiedlichen großen und kleinen Nebenrollen erleben. Die damaligen Hauptdarsteller waren René Deltgen, Annemarie Cordes, Kurt Lieck und Herbert Hennies. Eine Hauptrolle hatte er beispielsweise 1952 an der Seite von Karl-Maria Schley in Die Geschichte des Askid Thorgilsson von Ernst Rottluff.
Am 28. Oktober 1907 heiratete er in Königshütte die Schauspielerin Marie Margareta Winter, gebürtig aus Hohensalza. Diese Ehe ging jedoch bald in die Brüche und am bereits am 11. April 1910 wurde die Ehe rechtskräftig geschieden. Daraufhin heiratete Brückel am 8. Mai 1913 in Berlin-Wedding Franziska Martha Elisabeth Behrendt, die am 14. August 1889 in Berlin geboren wurde. Das Ehepaar hatte zumindest einen Sohn. Am 6. März 1974 zogen die Eheleute von Düsseldorf in das Alten- und Pflegeheim der Arbeiterwohlfahrt nach Freilassing. Brückel verstarb am 17. Oktober 1980 im 100. Lebensjahr im Kreiskrankenhaus Freilassing an den Folgen einer Schenkelhalsfraktur und einer Lungenentzündung. Im Folgejahr verstarb am 6. April auch seine Frau. Das Urnengrab des Paares befindet sich auf dem Gemeindefriedhof in Planegg, südwestlich von München, in Sektion K Grab-Nr. 29.

## Filmografie
- 1954: Prinzess Wäscherin: Die rote Jule (Ortspolizist Nikola) – Theaterübertragung – Regie: Fritz Andelfinger und Willy Millowitsch
- 1959: Schneider Wibbel – Theaterübertragung – Regie: Peter Hamel
- 1962: Die Kaiserin (Singstimme – Kaiser Karl VI.) – Fernsehfilm – Regie: Arthur Maria Rabenalt
- 1965: Verhör am Nachmittag (Opa Ohlendorf) – Fernsehfilm – Regie: Walter Davy
- 1969: Der Gerechte (Pensionär Franic) – Fernsehfilm – Regie: Ceco Zamurovich

## Hörspiele
- 1950: Feindliche Heimat (Bröger, der Lehrer) – Regie: Eduard Hermann
- 1951: Morgen mußt du antworten (Fatschel, sein Nachbar) – Regie: Eduard Hermann
- 1951: Ich bin 45 Jahre alt (Kreschan) – Regie: Ludwig Cremer
- 1951: Der Unbekannte von Collegno (Kollege) – Regie: Eduard Hermann
- 1951: Aus den Geheimakten von Scotland Yard; 3. Folge: Liebesbriefe (Polizei-Arzt) – Regie: Eduard Hermann
- 1951: Paul Temple und der Fall Curzon (Philip Baxter) – Regie: Eduard Hermann
- 1951: Der Totentanz (Totengräber) – Regie: Ludwig Cremer
- 1952: Faust (Tragödie erster Teil – alter Bauer) NWDR – Regie: Wilhelm Semmelroth
- 1952: Der Feind – Regie: Eduard Hermann
- 1952: Die wilden Pferde (Senator) – Regie: Ludwig Cremer
- 1952: Die Geschichte des Askid Thorgilsson (Der Gendarm) – Regie: Eduard Hermann
- 1952: Wehe dem, der nichts geleistet hat (Voss, ein Buchdrucker, dessen Nerven hart beansprucht werden) – Regie: Eduard Hermann
- 1952: Kampf gegen den Tod (Razes) – Regie: Ludwig Cremer
- 1954: Neues aus Schilda; Folge: Schwein muß man haben (Stiebner) – Regie: Franz Zimmermann
- 1954: Hier passiert ja nie etwas (Thompson, Spinnereibesitzer) – Regie: Eduard Hermann
- 1954: Paul Temple und der Fall Jonathan (Seymour, Wirt) – Regie: Eduard Hermann
- 1954: Der Durchbruch (Vadder Schröer) – Regie: Eduard Hermann
- 1954: Das große Wagnis (Abed Ben Selin, Araber) – Regie: Kurt Meister
- 1955: Alle unter einem Hut (Moser, Oberwachtmeister) – Regie: Eduard Hermann
- 1956: Paul Temple und der Fall Madison (Mr. Sealey) – Regie: Eduard Hermann
- 1956: Livingstones letzte Reise (Abed Ben Selim, arabischer Händler) – Regie: Kurt Meister
- 1956: Die Tragödie auf der Jagd (Landarzt) (nach Anton Pawlowitsch Tschechow) – Regie: Eduard Hermann
- 1956: Der Stern über der Stadt – Regie: Franz Zimmermann
- 1957: Es geschah in ... Frankreich; Folge: Der König von Uranien (Chabelle, Wirt) – Regie: Eduard Hermann
- 1957: Paul Temple und der Fall Gilbert (Dan Priestley) – Regie: Eduard Hermann
- 1957: Es geschah... in den Niederlanden; Folge: Giraffe frei Haus (Direktor Zeylmann) – Regie: Kurt Meister
- 1958: Der Schneesturm (Bauer) (nach Alexander Sergejewitsch Puschkin) – Regie: Ludwig Cremer
- 1958: Paul Temple und der Fall Lawrence (Salty West) – Regie: Eduard Hermann
- 1958: Es geschah in... Thüringen; Folge: Der König von Erfurt (Arzt) – Regie: Kurt Meister
- 1958: Old Surehand (Häuptling „Großer Donner“) (nach Karl May) – Regie: Kurt Meister
- 1959: Es geschah in ... Frankreich; Folge: Inspektion in Lombez (Postbote) – Regie: Hermann Pfeiffer
- 1961: Paul Temple und der Fall Conrad (Arzt) – Regie: Eduard Hermann
- 1961: Es geschah in ... England; Folge: Noblesse oblige (Pförtner) – Regie: Raoul Wolfgang Schnell
- 1962: Paul Temple und der Fall Margo (Fred Harcourt) – Regie: Eduard Hermann
- 1965: Durch die Wüste (Alter Mann) (nach Karl May) – Regie: Manfred Brückner
- 1965: Die Freunde (Holgers Vater) – Regie: Manfred Brückner
- 1967: Epilog (Heiminsasse) – Regie: Cläre Schimmel
- 1967: Roter Mond und heiße Zeit – Regie: Manfred Brückner